# يوما موري
يوما موري (باليابانية: 森 夢真) (مواليد 2 يوليو 2001) هو لاعب كرة قدم ياباني.

## وصلات خارجية
- يوما موري على موقع رابطة كرة القدم اليابانية للمحترفين (اليابانية)
- يوما موري على موقع قاعدة بيانات كرة القدم.إي يو (الإنجليزية)
- يوما موري على موقع Soccerway.com (الإنجليزية)